# Georges Khawam
Georges Salim Khawam MSP (ur. 7 kwietnia 1959 w Aleppo) – syryjski duchowny melchicki, arcybiskup Latakii od 2021. 

## Życiorys
Święcenia kapłańskie otrzymał 5 sierpnia 1984 w zgromadzeniu Melchickich Misjonarzy św. Pawła. Pracował głównie w zakonnym seminarium, pełniąc w nim funkcje m.in. dyrektora ds. studiów oraz rektora. W latach 2013–2019 kierował zgromadzeniem jako przełożony generalny, a w kolejnych latach był przełożonym klasztoru w Harissie.
23 czerwca 2021 synod kościoła melchickiego wybrał go na arcybiskupa Latakii. 17 sierpnia 2021 papież Franciszek zatwierdził ten wybór. Sakry udzielił mu 16 października 2021 melchicki patriarcha Antiochii – arcybiskup Youssef Absi.